# Grand Prix Szwajcarii Formuły 1
Grand Prix Szwajcarii – wyścig należący do cyklu Formuły 1 w latach 1950-1954 i 1982.
Pierwszy wyścig o Grand Prix Szwajcarii odbył się w 1934 na torze Circuit Bremgarten w miejscowości Bremgarten bei Bern. W latach 1935–1939 wyścig zaliczany był do klasyfikacji mistrzostw Europy.
Po wojnie wyścig organizowano jeszcze w latach 1947-1954, w tym od 1950 jako wyścig zaliczany do klasyfikacji F1. Wyścig w 1955 nie odbył się z powodu szoku po masakrze, do jakiej doszło w czasie 24-godzinnego wyścigu Le Mans. W wyniku wypadku przy wjeździe do boksów zginął kierowca Pierre Levegh oraz 80 widzów (silnik wyleciał z samochodu i wpadł w tłumy). Wypadek ten posunął za sobą bardzo rozległe konsekwencje. Jedną z nich był brak GP Szwajcarii oraz od 1957 całkowity zakaz organizowania wyścigów na terenie całego kraju.
Grand Prix Szwajcarii powróciło w 1975 jako wyścig niezaliczany do klasyfikacji F1. Odbył się on jednak we Francji, na torze Dijon-Prenois. Następne i dotąd ostatnie GP Szwajcarii odbyło się w 1982 również na torze Dijon-Prenois. Był to wyścig zaliczany do klasyfikacji F1.
6 czerwca 2007 szwajcarski parlament głosował w sprawie zniesienia zakazu organizowania wyścigów. Za zniesieniem było 97 głosów, a przeciw 77. Mimo to projekt ustawy został odrzucony przez Radę Kantonów (wyższą izbę parlamentu) i jest mało prawdopodobne, aby zakaz został zniesiony w najbliższym czasie.

## Zwycięzcy wyścigów o Grand Prix Szwajcarii
Różowe tło wskazuje wyścigi o Grand Prix Szwajcarii nie zaliczane do klasyfikacji Formuły 1.
| Sezon       | Kierowca            | Zespół         | Tor             | Wyniki         |
| ----------- | ------------------- | -------------- | --------------- | -------------- |
| 2014 - 1983 | nie rozgrywano      | nie rozgrywano | nie rozgrywano  | nie rozgrywano |
| 1982        | Keke Rosberg        | Williams-Ford  | Dijon (Francja) | Wyniki         |
| 1981 - 1976 | nie rozgrywano      | nie rozgrywano | nie rozgrywano  | nie rozgrywano |
| 1975        | Clay Regazzoni      | Ferrari        | Dijon (Francja) | Wyniki         |
| 1974 - 1955 | nie rozgrywano      | nie rozgrywano | nie rozgrywano  | nie rozgrywano |
| 1954        | Juan Manuel Fangio  | Mercedes-Benz  | Bremgarten      | Wyniki         |
| 1953        | Alberto Ascari      | Ferrari        | Bremgarten      | Wyniki         |
| 1952        | Piero Taruffi       | Ferrari        | Bremgarten      | Wyniki         |
| 1951        | Juan Manuel Fangio  | Alfa Romeo     | Bremgarten      | Wyniki         |
| 1950        | Nino Farina         | Alfa Romeo     | Bremgarten      | Wyniki         |
| 1949        | Alberto Ascari      | Ferrari        | Bremgarten      | Wyniki         |
| 1948        | Carlo Felice Trossi | Alfa Romeo     | Bremgarten      | Wyniki         |
| 1947        | Jean-Pierre Wimille | Alfa Romeo     | Bremgarten      | Wyniki         |
| 1946 - 1940 | nie rozgrywano      | nie rozgrywano | nie rozgrywano  | nie rozgrywano |
| 1939        | Hermann Lang        | Mercedes-Benz  | Bremgarten      | Wyniki         |
| 1938        | Rudolf Caracciola   | Mercedes-Benz  | Bremgarten      | Wyniki         |
| 1937        | Rudolf Caracciola   | Mercedes-Benz  | Bremgarten      | Wyniki         |
| 1936        | Bernd Rosemeyer     | Auto Union     | Bremgarten      | Wyniki         |
| 1935        | Rudolf Caracciola   | Mercedes-Benz  | Bremgarten      | Wyniki         |
| 1934        | Hans Stuck          | Auto Union     | Bremgarten      | Wyniki         |